# Alejandro Sigüenza
Alejandro Sigüenza (Orihuela, Alicante; 29 de julio de 1974) es un actor español.

## Filmografía
Estudió Arte Dramático en la Escuela Superior de Arte Dramático de Murcia, y su primer trabajo en Madrid fue de la mano de Miguel Narros en 1997 representando El Rey Lear.
Desde ese momento hasta hoy compagina el teatro con la televisión.
Ha trabajado con directores como Robert Lepage, Alfredo Sanzol,  Guillermo Heras, Antonio Saura, entre otros. 
Ha participado en series de televisión  como Amar es para siempre, La otra mirada, Al salir  de clase, El comisario, Hospital Central, Arrayán (Canal Sur TV) Compañeros (con la que obtuvo un Premio Ondas a la mejor serie del año), Acacias 38.
Entre 2013 y 2018 participó en El secreto de Puente Viejo.

### Cine
- Una vez más, dirigida por    Guillermo Rojas.
- El palo, dirigida por Eva Lesmes (2001)
- NAP, dirigida porJavier Chavanel
- Un hombre dulce, dirigida por Javier Chavanel
- Sonrisas,  dirigida por Javier Chavanel
- Larga espera de Carlos Del Moral, dirigida por Yuke Ward
- Exterior día, dirigida por  Jose Gil Romero

### Televisión
| Año         | Serie                      | Cadena    | Papel                   | Notas         |
| ----------- | -------------------------- | --------- | ----------------------- | ------------- |
| 1999        | Al salir de clase          | Telecinco | Alfonso                 | 1 episodio    |
| 2000 - 2002 | Compañeros                 | Antena 3  | Óscar Salcedo           | 46 episodios  |
| 2001        | Arrayán                    | Canal Sur | Gabriel Palacios        |               |
| 2004        | Hospital Central           | Telecinco | Antonio                 | 1 episodio    |
| 2005        | El comisario               | Telecinco | José Manuel Cruz        | 1 episodio    |
| 2010        | Amar en tiempos revueltos  | La 1      | Alonso                  | 3 episodios   |
| 2013 - 2018 | El secreto de Puente Viejo | Antena 3  | Nicolás Ortuño Martínez | 977 episodios |
| 2014        | Velvet                     | Antena 3  | Ladrón                  | 1 episodio    |
| 2018        | La otra mirada             | La 1      | David                   | 6 episodios   |
| 2021        | Acacias 38                 | La 1      | Fidel Soria             | 65 episodios  |
| 2021        | Besos al aire              | Telecinco | Iván                    | 2 episodios   |
| 2022        | Amar es para siempre       | Antena 3  | Rubén Argento Palop     | 106 episodios |

### Teatro
- El enfermo imaginario de Molière, dirigida por Josep María Flotats
- La Dama Boba, dirigida por Alfredo Sanzol
- Los empeños de una casa, dirigida por Pepa Gamboa y Yayo Cáceres
- Sueño de una Noche de Verano de William Shakespeare, dirigida por Darío Facal
- Farsas y Églogas de Lucas Fernández, dirigida por Ana Zamora
- La Sibila Casandra de Gil Vicente, dirigida por Ana Zamora
- La Comedia de los Errores de William Shakespeare, dirigida por J.P. Campoy
- Auto de los Reyes Magos,  dirigida por Ana Zamora
- So Happy Together de VV.AA.,  dirigida por José Bornás
- Misterio del Cristo de los Gascones, dirigida por Ana Zamora
- Tito Andrónico de William Shakespeare, dirigida por José Bornás
- Bang-Bang,  dirigida por M. Gervasonni
- La Celestina, Robert Lapage (2005)
- Fobos de Jesús Laíz, dirigida por José Bornás
- 4.48 Psicosis de Sarah Kane, dirigida por Guillermo Heras
- Ayer y Hoy,  dirigida por José Bornás.